# Dimero dell'acqua

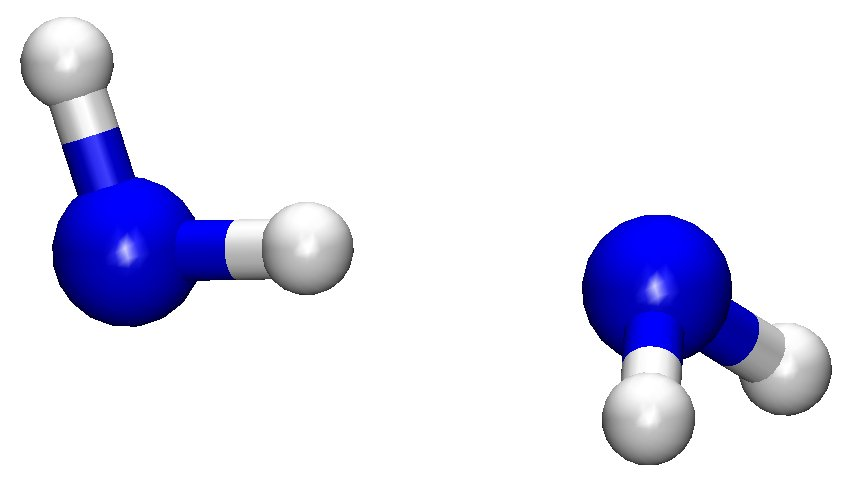
Struttura del dimero dell'acqua. In blu gli atomi di ossigeno, bianchi gli atomi di idrogeno

Il dimero dell'acqua {\displaystyle (\mathrm {H_{2}O} )_{2}} è il più piccolo cluster o complesso intermolecolare di molecole d'acqua.
Consiste di due molecole di {\displaystyle {\ce {H2O}}} debolmente legate mediante legame idrogeno.  

## Struttura e proprietà
L'energia di interazione o binding energy di {\displaystyle (\mathrm {H_{2}O} )_{2}} può essere definita 
come la differenza di energia tra prodotti e reagenti della reazione di dissociazione del complesso 
{\displaystyle (\mathrm {H_{2}O} )_{2}\to \mathrm {H_{2}O} +\mathrm {H_{2}O} }
ovvero
{\displaystyle \Delta E=2E[\mathrm {H_{2}O} ]-E[(\mathrm {H_{2}O} )_{2}]}
Il suo valore sperimentale è attorno a 5.0 kcal/mole. La binding energy stimata a livello ab initio è attorno a 5-6 kcal/mole, a seconda del metodo della 
chimica quantistica utilizzato per il calcolo. 
La sua struttura presenta un piano di simmetria su cui giacciono i due atomi di ossigeno e l'atomo di idrogeno tra i due. La distanza stimata {\displaystyle {\ce {O-O}}} è attorno a 2,9 Å, mentre la distanza {\displaystyle {\ce {O-H}}} relativa al legame ad idrogeno è attorno a 
1.9 Å.

### Coordinate cartesiane
Coordinate cartesiane (Å) del dimero dell'acqua. (Struttura ottimizzata a livello b3lyp/6–311G**)
```
O     0.787236     0.986082     0.00000
H     0.743551     1.547562     0.75596
H     0.743551     1.547562    -0.75596
H    -0.462902    -0.643264     0.00000
O    -1.134456    -1.310368     0.00000
H    -0.688465    -2.139173     0.00000
```